# Maclaren River
Der Maclaren River ist ein 87 Kilometer langer linker Nebenfluss des Susitna River im Süden des US-Bundesstaats Alaska. 

## Verlauf
Er entspringt dem Maclaren-Gletscher in den Clearwater Mountains, einem Gebirgszug im östlichen Teil der Alaskakette. Der Maclaren River fließt zunächst südwärts. Er nimmt bei Flusskilometer 85 den West Fork Maclaren River rechtsseitig auf, bei Flusskilometer 71 den West Fork Maclaren River linksseitig. Bei Flusskilometer 66 trifft der Boulder Creek von Osten kommend auf den Maclaren River. Der Denali Highway (Alaska Route 8) überquert den Maclaren River fünf Kilometer weiter südlich bei Flusskilometer 64. Dort befindet sich die Maclaren River Lodge. Der Maclaren River fließt weiter nach Süden, wendet sich dann westsüdwestwärts und mündet schließlich in den Susitna River.

## Hydrologie
Der mittlere Abfluss (MQ) am Pegel 15291200 (⊙) bei Flusskilometer 166 an der Straßenbrücke des Denali Highway liegt bei 27,8 m³/s. Die höchsten mittleren monatlichen Abflüsse treten von Juni bis August auf, die niedrigsten von Februar bis April.

## Nebenflüsse
East Fork Maclaren River ist ein 12 km langer linker Nebenfluss des Maclaren River. Er wird vom Eureka-Gletscher gespeist. Er fließt entlang dem Fuß der Clearwater Mountains nach Westen und mündet in den Oberlauf des Maclaren River.
West Fork Maclaren River ist ein ca. 40 km langer rechter Nebenfluss des Maclaren River. Er entsteht in den Clearwater Mountains am Zusammenfluss mehrerer gletschergespeister Gebirgsbäche auf einer Höhe von etwa 1200 m. Der West Fork Maclaren River fließt anfangs in südlicher Richtung aus dem Gebirge. Bei Flusskilometer 26 wendet sich der Fluss in Richtung Südsüdost. Auf den letzten 10 km fließt der West Fork Maclaren River nach Osten, bevor er auf den nach Süden strömenden Maclaren River trifft.